# História de Plasencia

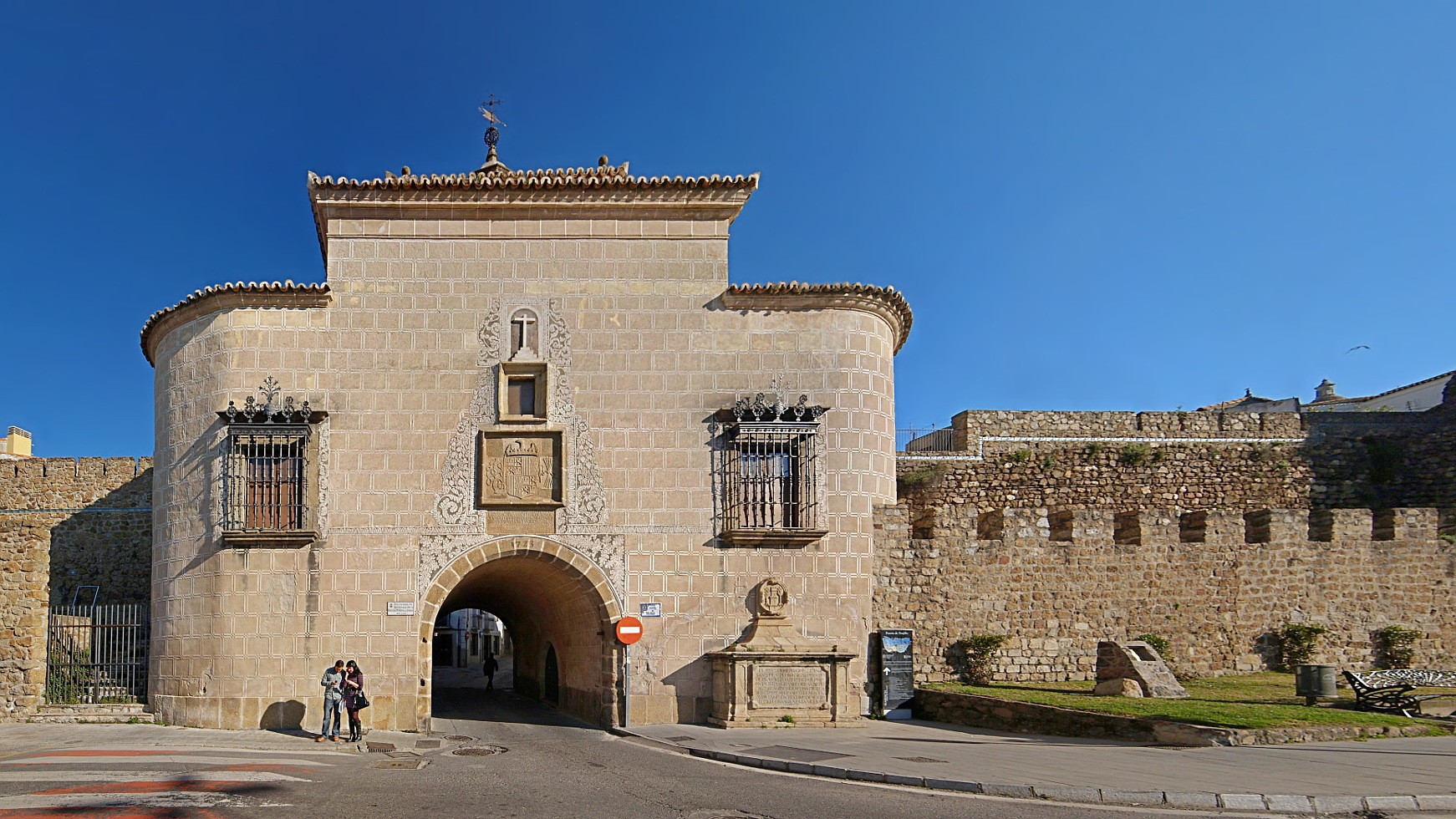
Porta de Trujillo, uma das sete portas principais das muralhas medievais de Plasencia

A história de Plasencia, um município da Espanha na província de Cáceres, comunidade autónoma da Estremadura, iniciou-se em 1186, quando o rei Afonso VIII de Castela fundou a cidade na sequência da conquista da área ao Califado Almóada, mas há diversos indícios de ocupação da área desde a Pré-história. Diversos povos frequentaram e habitaram a região até à chegada dos romanos, cujas legiões ali instalaram um acampamento militar. No tempo do Alandalus (ocupação islâmica da Península Ibérica), teria existido uma alcáçova no local onde se encontra hoje a cidade.
A cidade prosperou entre os séculos XII e XVII, tendo atingido o seu apogeu no século XVI, como atesta o seu centro histórico e os diversos edifícios civis, militares e religiosos. A partir do final do século XVII, a cidade entrou em declínio, do qual só recuperaria na segunda metade do século XX.

## Pré-história e Antiguidade
Nas imediações da cidade existe uma estação arqueológica do Neolítico ou Idade do Bronze, a gruta de Boquique, a qual, além de vestígios de habitação, tem também uma necrópole. A gruta deu o nome a um tipo de cerâmica pré-histórica da Península Ibérica e ilhas Baleares, a cerâmica de Boquique.
A sua situação na Via da Prata, rota ancestral que liga o sul e o norte ibérico, cuja existência se supõe remontar pelo menos ao período de Tartessos (séculos X a VI a.C.), num ponto de passagem das montanhas do Sistema Central, o Vale de Jerte, contribuiu para que fosse frequentada e habitada por diversos povos pré-romanos, como os celtas, vetões e váceos, entre outros, como atestam, por exemplo os vestígios de um castro situado próximo do que é hoje a cidade. Durante o império Romano existiu um acampamento militar das legiões romanas, ligado à Via da Prata, então transformada em estrada romana.

## Idade Média

### Período muçulmano e reconquista cristã

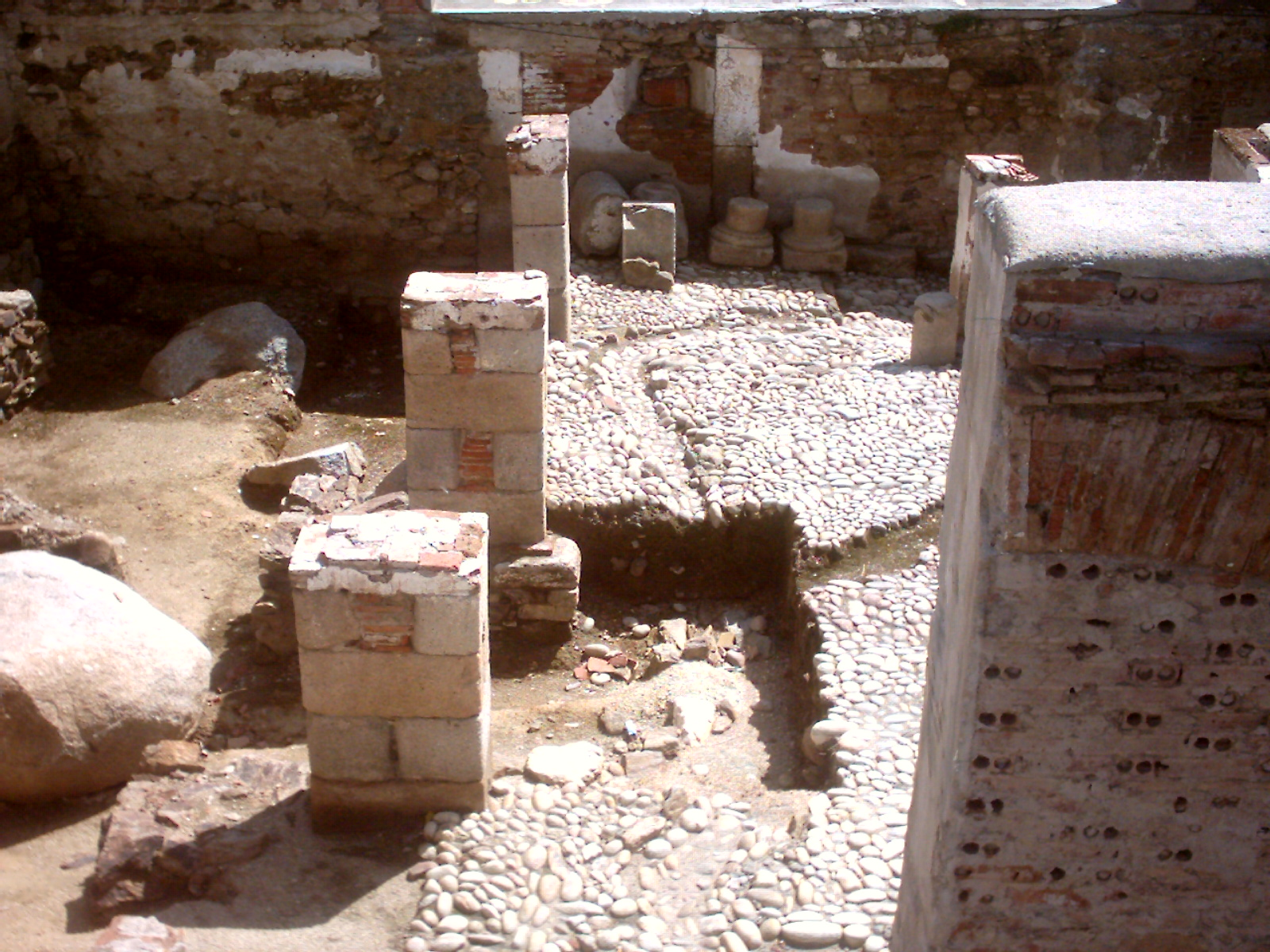
Ermida de São Tomé, antiga mesquita medieval

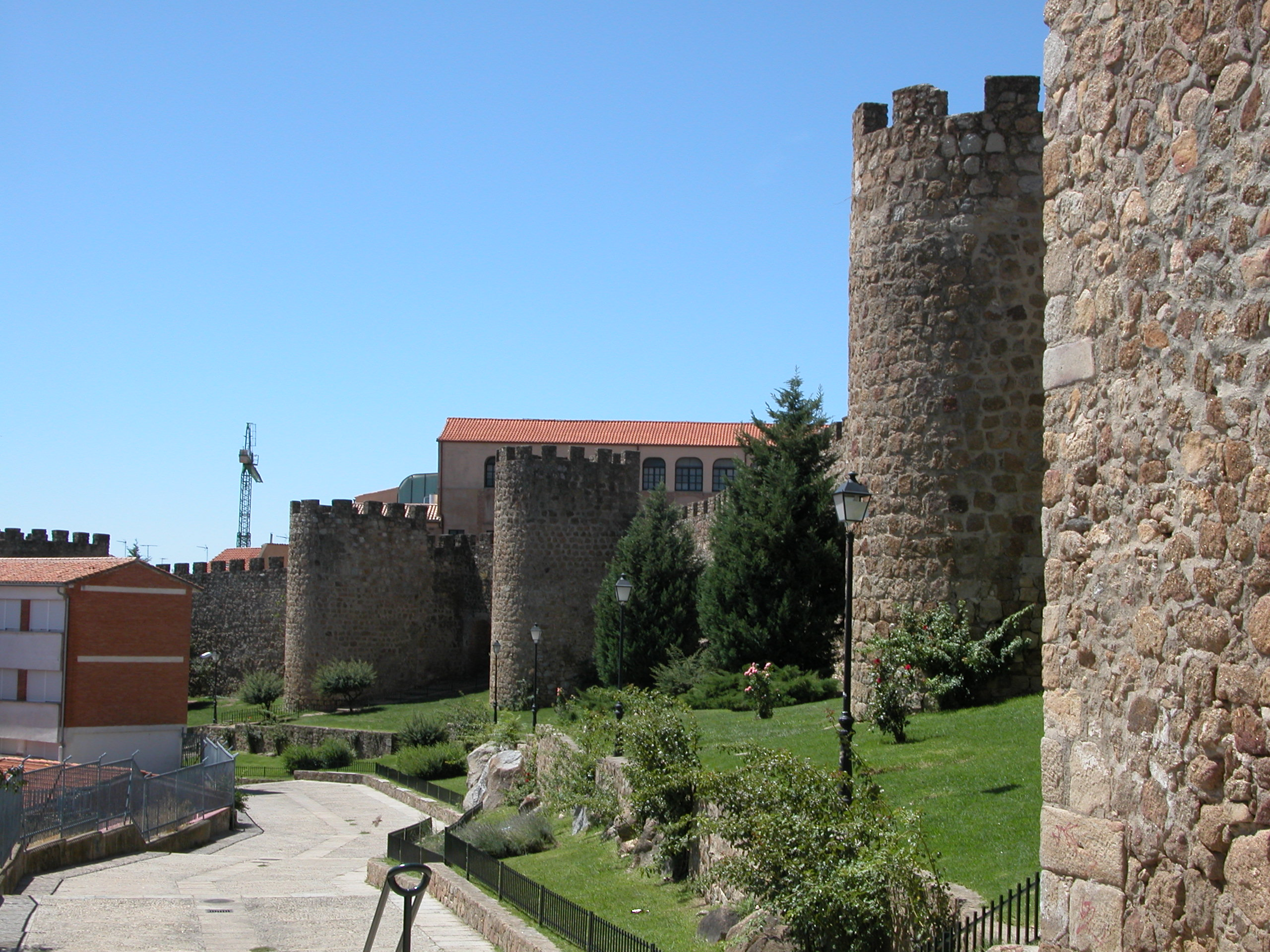
Muralhas medievais de Plasencia, construídas no final no século XII

Durante o período muçulmano, crê-se que existiu uma alcáçova (castelo) no local onde se encontra hoje a cidade.
A área foi conquistada em 1186 por Afonso VIII de Castela, que fundou a cidade atual, a Muy Noble, Leal y Benéfica ciudad de Plasencia, com o lema "Ut placeat Deo et Hominibus", que em latim significa "Para que agrade a Deus e aos Homens". Nesse mesmo ano iniciou-se a construção das muralhas. Concebida desde o início como uma fortaleza, ainda hoje se nota um pronunciado caráter militar na parte antiga da cidade, que se estrutura em volta da Plaza Mayor, da qual partem ruas que se comunicam com as portas da cidade. Os mercadores e artífices agrupavam-se por ramos de atividade, cada um ocupando uma rua ou parte dela.
A criação da cidade fazia parte de uma estratégia do rei castelhano de fortalecimento da linha do Tejo, criando uma base de apoio à reconquista do sul da Península Ibérica e restringindo a expansão do Reino de Leão para oeste da Via da Prata, tanto em termos militares e políticos como em termos eclesiásticos — estando a região relativamente próxima de Toledo, então a capital de Castela, a inclusão da área na arquidiocese de Toledo traduzir-se-ia numa menor influência de Leão, o que foi evitado incluindo Plasencia na arquidiocese de Santiago de Compostela.
Em 1195, na sequência da Batalha de Alarcos, Plasencia foi reconquistada pelo Califado Almóada. Segundo alguns a tomada da cidade teria sido comandada por ibne Iúçufe, chefe militar de Iacube Almançor, segundo outros pelo próprio Almançor. Voltaria à posse de Afonso VIII de Castela um ou dois anos depois. Para assegurar a defesa, o rei ordenou que se completassem as muralhas, o que só se concluiria em 1201. As muralhas foram construídas como um sistema de defesa duplo, com um muro de grande espessura e uma barbacã, com um fosso entre eles. A defesa era reforçada pela presença de 70 torreões semicirculares, 4 torres defensivas encostadas à alcáçova, sete portas principais e dois postigos (portas menores).
Em 1188 o papa Clemente III cria a diocese de Plasencia e um ano mais tarde foi nomeado o primeiro bispo, Bricio. A diocese tinha jurisdição sobre Béjar, Medellín e Trujillo. Por iniciativa do bispo e cardeal Juan Carvajal, a diocese criou em 1446 uns Estudos de Humanidades, que constituíram a primeira escola de âmbito universitário da Estremadura.

### Século XV

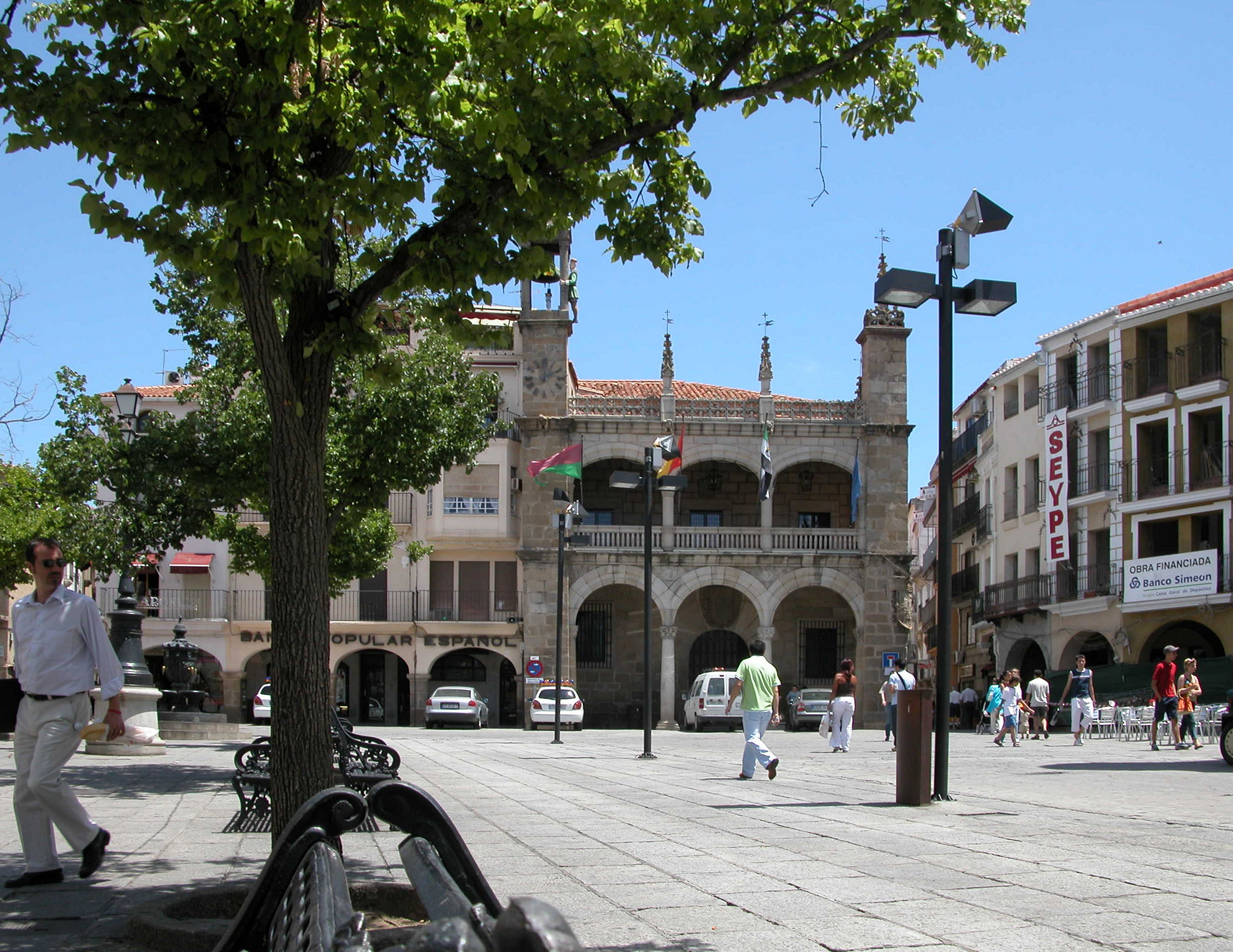
Plaza Mayor de Plasencia

Plasencia foi cidade de realengo[a] desde a sua fundação até 1442. Isto significava que estava sob a jurisdição direta do rei, e não de um senhorio. O foral da cidade determinava de forma expressa quais os poderes que deviam governar o município, os quais eram repartidos entre um corregedor e vários regedores, como representantes do monarca, e o cabido da diocese.
Durante a Baixa Idade Média a cidade viveu um período florescente em que o conselho municipal e os nobres laicos e religiosos promoveram diversas construções. Datam desta época vários conventos, igrejas, hospitais, casas-fortaleza e a finalização da catedral, depois chamada de "Catedral Velha". A cidade tinha então direito a voto nas Cortes de Castela — a prová-lo está a notícia do envio de dois procuradores às cortes realizadas em Madrid em 1391.  O século XV foi um período chave da história da cidade, durante o qual os comportamentos feudalizantes da Idade Média desembocaram no fim do estatuto de realengo[a] e no estabelecimento de uma jurisdição de senhorio. Em 1442 o rei João II de Castela deu a cidade à família dos Estúñigas (ou Zúñigas), concedendo a Pedro de Zúñiga y Leiva o título de conde de Plasencia. Ao passar a senhorio, Plasencia perdeu o direito de voto nas Cortes.

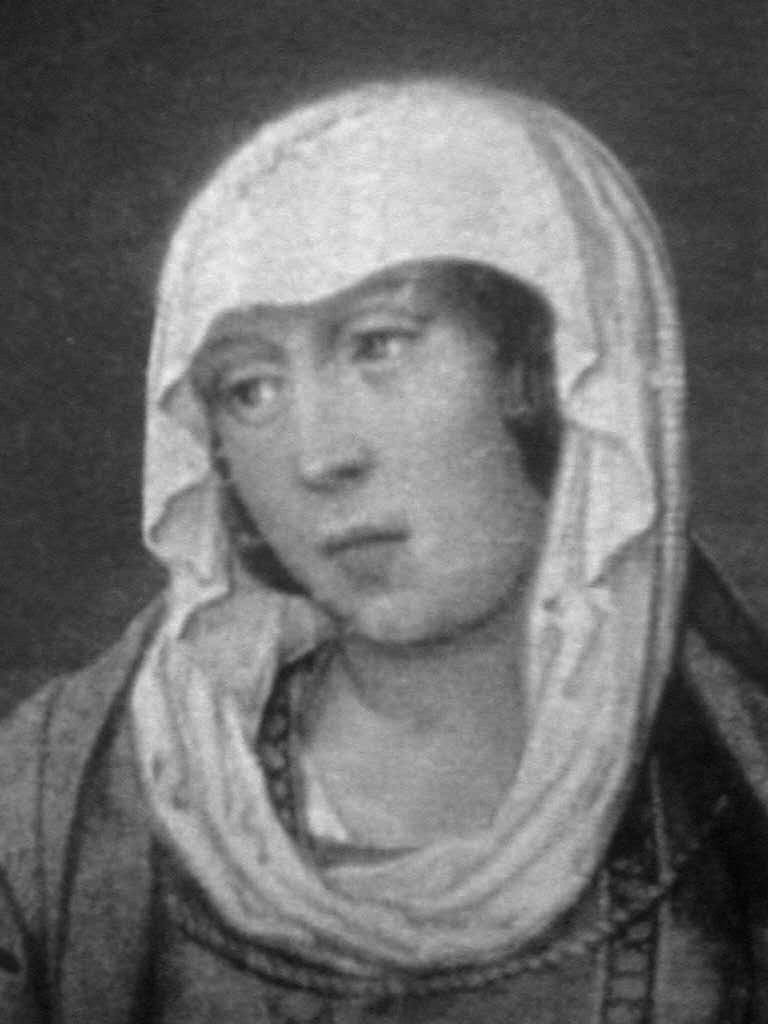
Joana de Trastâmara, a Beltraneja

Em 27 de abril de 1465 o rei Henrique IV de Castela foi deposto em Plasencia. Algumas semanas mais tarde, o conde de Plasencia, Álvaro de Zúñiga y Guzmán, participou na Farsa de Ávila , arrebatando a espada, símbolo da justiça, à estátua de madeira que representava o rei castelhano e proclamando rei o infante Afonso. Em 1475, após a morte de Henrique IV, o conde de Plasencia tomou o partido de Joana de Trastâmara (apelidada de Beltraneja pelos seus detratores, que diziam que ela era filha de Beltrán de La Cueva e não de Henrique) na sucessão ao trono de Castela, contra a outra pretendente, a meia-irmã de Henrique, Isabel, que viria a ficar conhecida como "a Católica". Esta crise de sucessão degenerou na Guerra de Sucessão de Castela, da qual também participaram a França e Portugal.
Joana desposou o seu tio Afonso V de Portugal em Plasencia, mas o casamento não foi reconhecido porque o papa não deu a autorização necessária exigida pelo grau de parentesco. Alguns dias após o casamento, a cidade assistiu à coroação do par como reis de Castela. Joana dirigiu um manifesto a todas as vilas e cidades do reino, no qual lhes comunicava o seu casamento e justificava o seu direito ao trono. Mais tarde, com o avançar do conflito, Álvaro de Zúñiga passou-se para o partido de Isabel, que o recompensou em 1476 com o título de duque de Plasencia. Após a vitória dos Reis Católicos em 1479, o duque tornou-se um dos principais nobres do reino.
Em junho de 1488, o duque morreu e sucedeu-lhe o neto, Álvaro de Zúñiga y Pérez de Guzmán. A nobreza de Plasencia aproveitou o momento para se levantar em armas contra os Zúñiga e assim recuperar o poder que detinham anteriormente na cidade e sobre as rendas das terras que dependiam dela.  Os sublevados receberam o apoio dos Reis Católicos, que revogaram a doação de João II, argumentando que tinha sido excessiva e contra a sua vontade. A revolta triunfou e o estatuto de realengo[a] foi reposto, sendo ratificado em 20 de outubro de 1488 às portas da catedral, com a presença de Fernando, o Católico, que jurou defender sempre o foral[b] e a liberdade de Plasencia.

## Idade Moderna

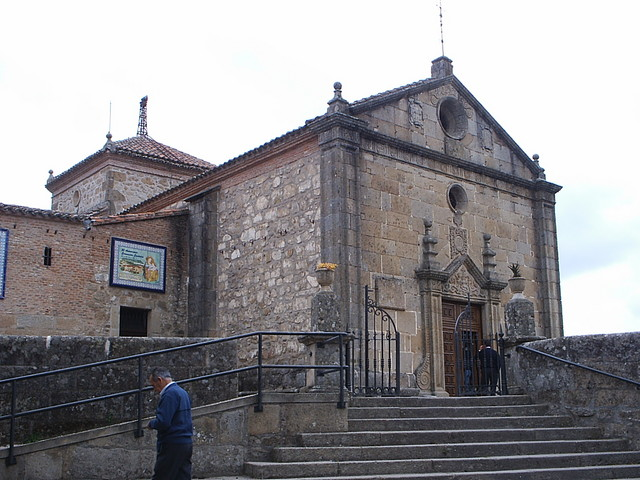
Igreja da Virgem del Puerto, século XV

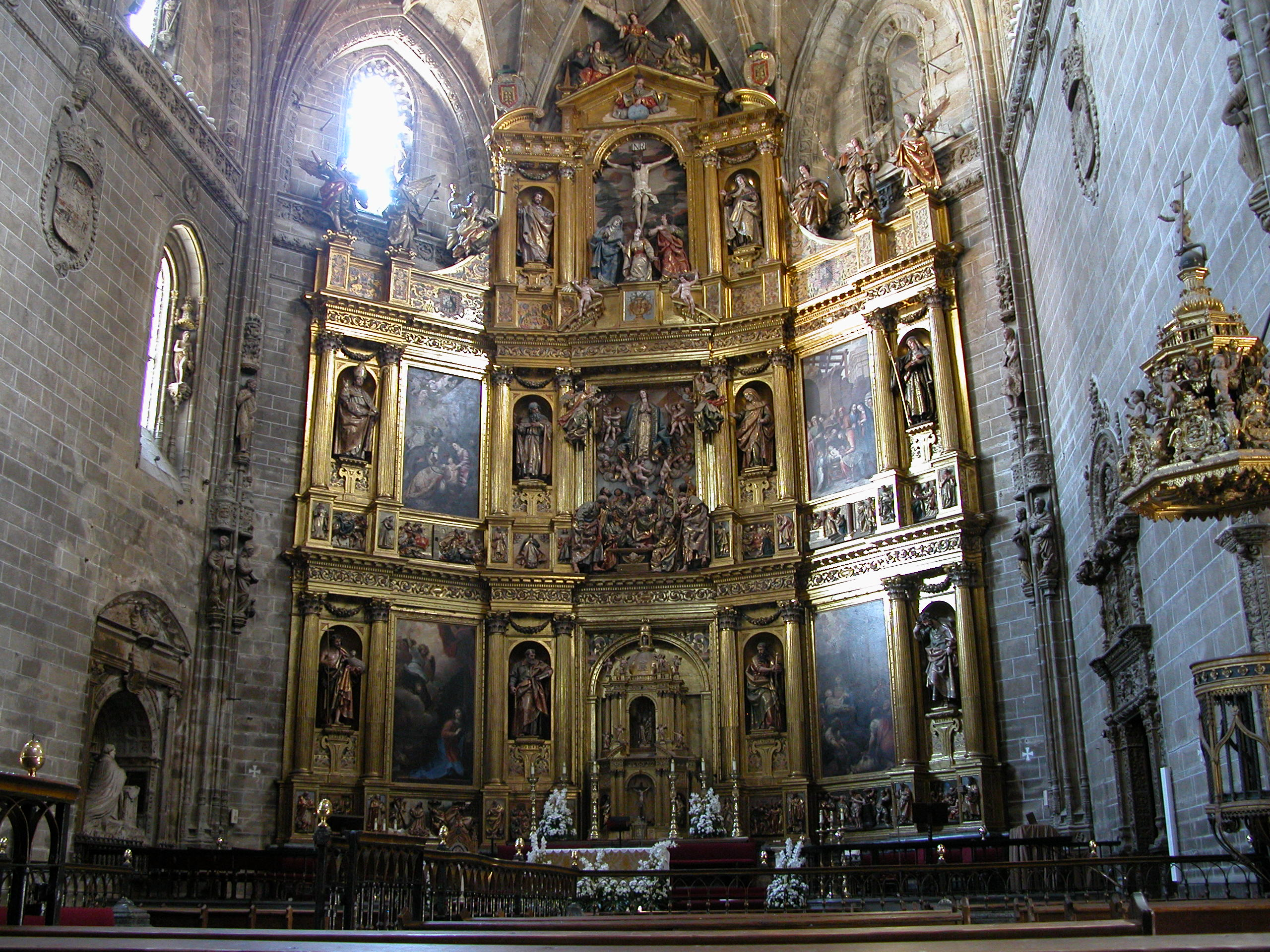
Retábulo maior da Catedral Nova de Plasencia, uma obra primordial do barroco espanhol (século XVII)

### Século XVI
No princípio do século XVI, a maior parte do território da Estremadura estava incluído na província de Salamanca, situação que só mudaria em 1653, quando as vilas de Plasencia, Badajoz, Mérida, Trujillo, Cáceres e Alcântara se juntam para comprar um voto nas Cortes, formando pela primeira vez a província da Estremadura, à qual se juntariam outros territórios.
A prosperidade de Plasencia continuou ao longo do século XVI e parte do século XVII, tendo-se registado um aumento de população assinalável. Datam desta época o edifício renascentista da Casa Consistorial (Paços do Concelho), projetada em 1523 por Juan de Álava, a conclusão da Catedral Nova, iniciada em 1498 e finalizada em 1578, bem como de numerosos outros monumentos, como o aqueduto e o palácio do marquês de Mirabel. A cidade chegou a ter escolas universitárias dependentes dos dominicanos e jesuítas.
Em 1515 Fernando, o Católico foi viver para Plasencia a conselho dos seus médicos. Morreu em Madrigalejo, quando viajava de Plasencia para Guadalupe, onde ia assistir a um capítulo das ordens militares de Calatrava e de Alcântara. Foi em Plasencia que Bartolomé de las Casas se reuniu pela primeira vez com Fernando para lhe expor a sua opinião sobre a situação dos indígenas da América.
Em 1520, a cidade esteve envolvida na rebelião popular que ficou conhecida como a Guerra das Comunidades de Castela, primeiro do lado dos comuneros e depois do lado contrário, dos fiéis ao rei. Em 1540, Alfonso Camargo dirigiu a expedição organizada pelo bispo de Plasencia destinada a explorar e evangelizar o Novo Mundo. Esta expedição iniciou a conquista da Patagónia argentina e as ilhas Malvinas. Um dos seus navios foi a primeira embarcação europeia a alcançar o estreito de Beagle, no extremo sul da América do Sul.
A biblioteca do palácio real do Mosteiro do Escorial foi criada, em parte, com os livros pertencentes ao paço episcopal, os quais foram transladados para o mosteiro madrileno por ordem de Filipe II. Mais tarde, o bispo placentino Pedro Ponce de León doou ao Escorial parte da sua biblioteca, entre cujas obras se encontrava o códice Glosas Emilianenses, do final do século X ou princípio do século XI, procedente do Mosteiro de San Millán de la Cogolla, até há pouco tempo considerado o documento mais antigo onde se encontram palavras escritas em castelhano.

### Século XVII

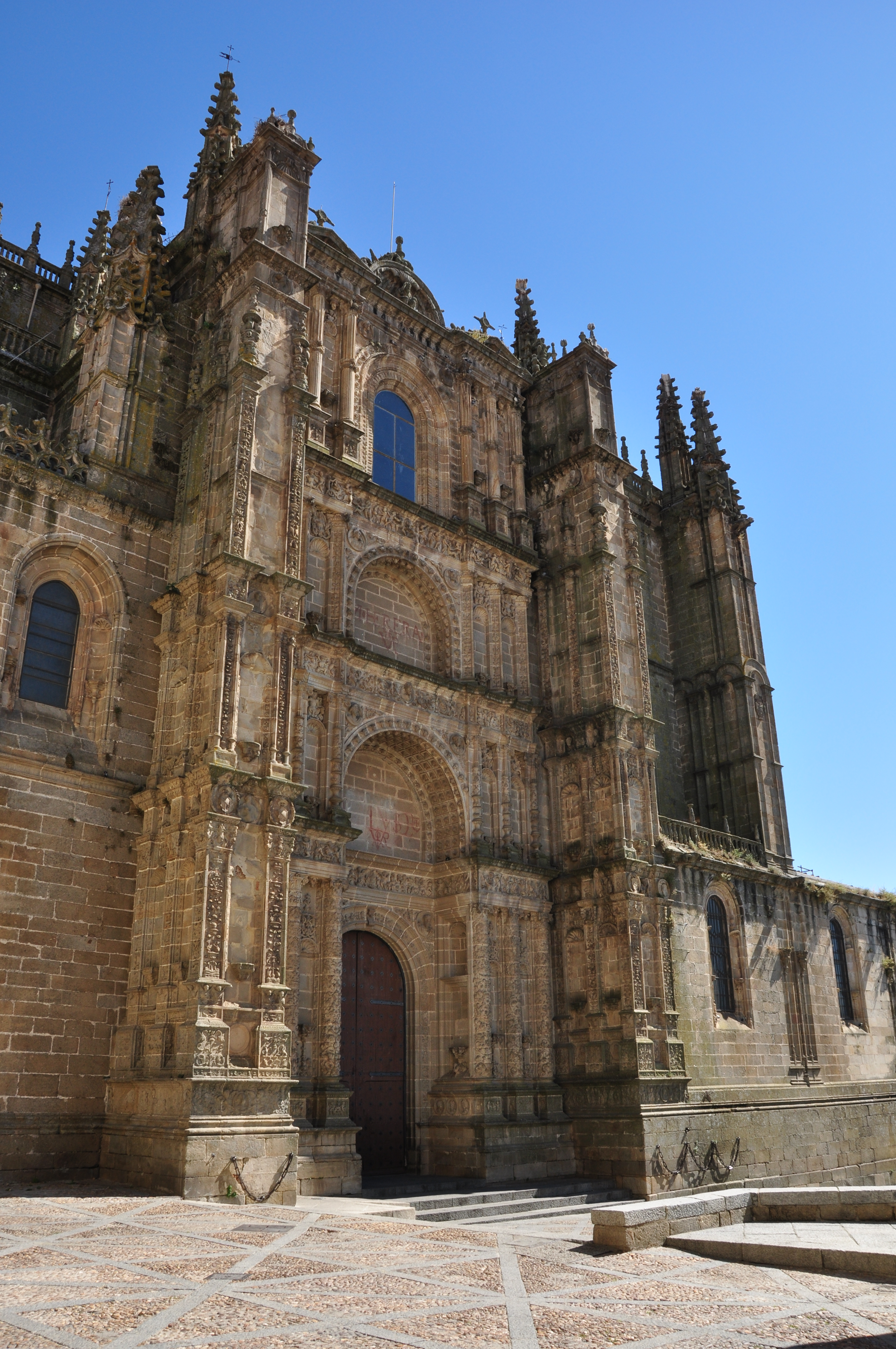
Catedral Nova de Plasencia, final do século XV-século XVIII

Durante os séculos XVII e XVIII a cidade entrou numa decadência acentuada, à semelhança da maior parte de Espanha, passando o número de habitantes de aproximadamente 10 000 no período mais próspero, para apenas 4 852 no censo de 1876.
Entre os fatores que influenciaram a decadência, pode ter sido relevante a expulsão dos mouriscos, decretada em 1609 por Filipe III, que provocou a saída de Plasencia muita gente, que vivia sobretudo extramuros. As guerras dos séculos XVII e XVIII também tiveram um impacto muito negativo, principalmente a sublevação de Portugal contra o rei espanhol, que deu origem à Guerra da Restauração entre 1640 e 1668, e a Guerra da Sucessão Espanhola, entre 1702 e 1714. Durante esta última, a cidade foi palco de lutas entre os dois pretendentes ao trono espanhol, Filipe V e o Arquiduque da Aústria (que ascenderia ao trono austríaco como Carlos VI). A participação de Plasencia foi importante, tendo as tropas multinacionais de Carlos ocupado a cidade em 1706. O esforço exigido para atender as necessidades do exército, como alojamento, fornecimento de recrutas e animais de carga, alimentação para soldados e animais, etc., teve um efeito muito negativo na esquálida economia local.
As crises de abastecimentos e as epidemias também contribuíram para a decadência da cidade. Ao longo dos séculos XVII e XVIII, a mortalidade era alta devido às carências alimentares e às doenças. O governo da cidade mostrou-se ineficaz para contrariar a decadência. A participação dos cidadãos no governo municipal era praticamente nula, estando o poder concentrado de uma forma nunca vista na aristocracia, assistindo-se a uma grande inflação de cargos, uma situação em grande parte resultante da venda de lugares perpétuos iniciada no século XVI e continuada no século seguinte. À frente do governo encontrava-se um corregedor, que concentrava em si as funções políticas, económicas, judiciais e militares. Junto ao corregedor encontrava-se o Alcaide Maior, que o assessorava, substituía e tratava das questões judiciais. Além destes havia mais de quarenta regedores perpétuos controlados por uma oligarquia encabeçada pelo marquês de Mirabel, proprietário de vários títulos.

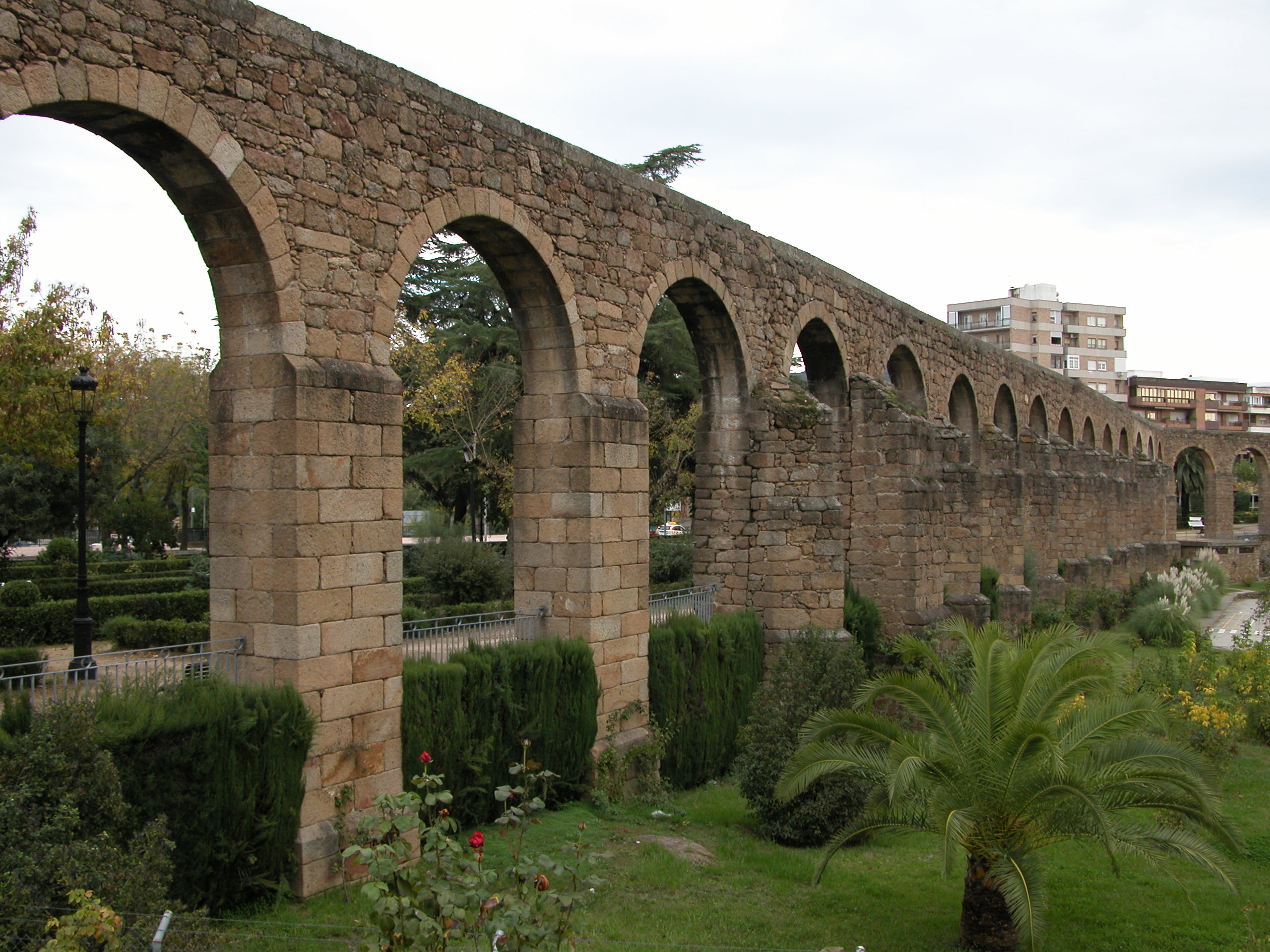
Aqueduto de Plasencia, século XVI

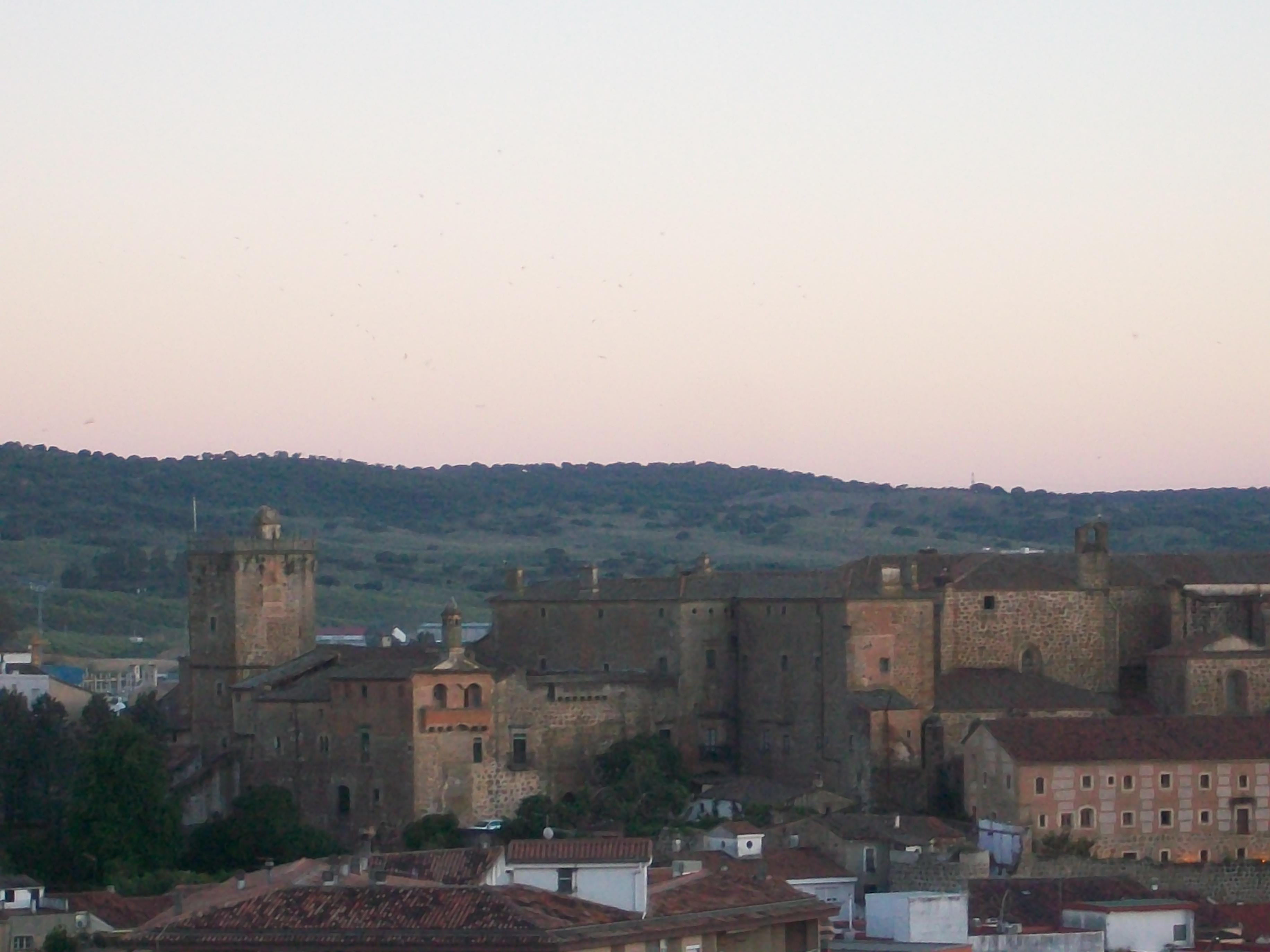
Palácio do marquês de Mirabel, século XVI

Apesar de tudo houve alguns iniciativas que originaram algum crescimento económico, mas que não foram suficientes para fazer sair a cidade da estagnação. Entre essas iniciativas há a destacar as manifestações artísticas, fundações religiosas e manobras para ganhar mais poder político a nível nacional. São do século XVII o retábulo maior da Catedral Nova, uma obra primordial do barroco espanhol. No mesmo século foram levadas a cabo obras menores, que se conservam na atualidade, em diferentes estados de conservação — a ermida de Santa Teresa na Dehesa de los Caballos, a ermida de Santa Helena, igualmente fora das muralhas, a Casa do Deão e o edifício do Cárcere Real, atualmente ocupado pelo Ayuntamiento. Foram também fundados os conventos das Carmelitas Descalças, o convento das Capuchinhas e uma escola pelo chantre (mestre do coro da catedral).
No século XVIII houve outras iniciativas para melhorar a situação e acabar com a penúria económica, aproveitando as reformas introduzidas pela coroa dos Bourbons na segunda metade do século, mas os projetos foram pouco ambiciosos e limitaram-se ao aumento dos Propios (bens de um município que proporcionam receita por serem arrendados), à reparação de caminhos, à construção de pontes e pouco mais. O projeto reformista mais importante foi a fundação pela autarquia da Sociedad Económica de Amigos del País[c] na década de 1770, a primeira do género na Estremadura, mas a sua existência foi breve e as suas realizações escassas. São também de realçar os trabalhos levados a cabo por iniciativa do bispo de Plasencia José González Laso, que esteve à frente da diocese desde 1766 até à sua morte em 1803. A sua obra foi vasta e abarcou vários campos. Na beneficência e saúde, destacou-se a criação de um hospício no antigo colégio dos jesuítas e a ampliação do Hospital de Santa Maria; no ensino, destacou-se a reforma dos Estudos de Humanidades (escola de cariz universitário). No entanto, o aspeto mais conhecido da obra de José González Laso, e que maior impacto causou nos seus contemporâneos, foi o empenho na construção, tendo sido abertos e reparados numerosos caminhos e pontes, o que contribuiu decisivamente para o alívio do problema crónico de vias de comunicação. Mas a atividade do bispo centrou-se ainda mais no urbanismo, reformando o paço episcopal e construindo novas ruas, para o que foi necessário derrubar parte do recinto muralhado.

## Idade Contemporânea

### Guerra da Independência (1808-1812)

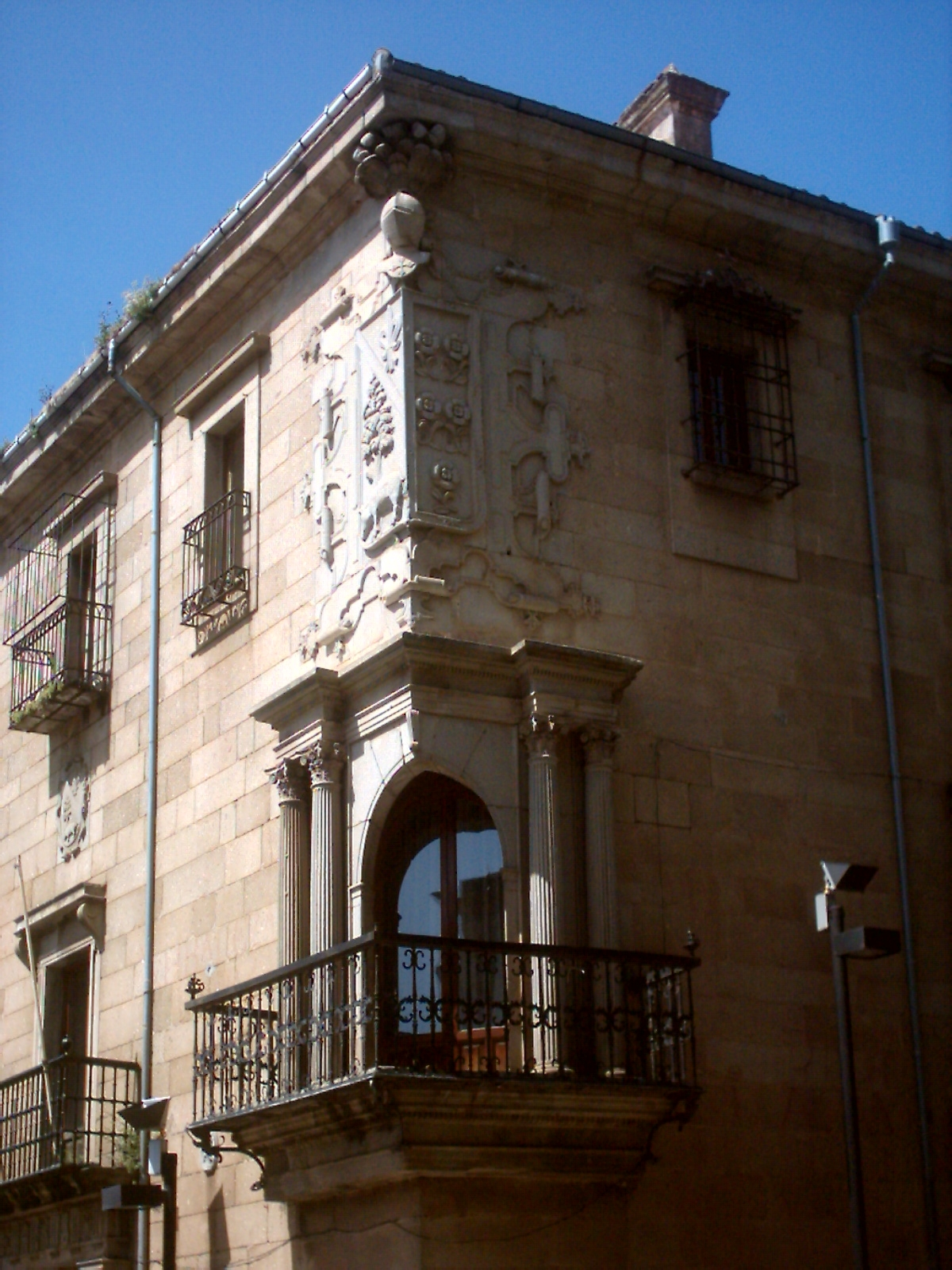
Casa do Deão, século XVII

Devido à sua situação estratégica, na fronteira entre Castela e o sul peninsular, Plasencia foi uma praça militar importante durante a Guerra da Independência espanhola, conhecida em Portugal como Guerra Peninsular ou invasões francesas. A cidade serviu de quartel-general e centro de aprovisionamento das tropas, tanto francesas como patrióticas e aliadas anglo-portuguesas, mas nenhuma batalha importante decorreu nas suas imediações. Nos quatro anos que durou a guerra, a cidade foi invadida e ocupada pelos franceses em doze ocasiões, provocando graves danos económicos e danificando seriamente muitos edifícios públicos civis e eclesiásticos. A 8 de junho de 1808 deu-se um motim que terminou com a detenção e posterior assassinato de vários habitantes acusados de conivência com o invasor. Em dezembro do mesmo ano, o exército francês, comandado pelo marechal Lefebvre, chegou à praça pela primeira vez e aí permaneceu dois meses, após o que marchou em direção a Castela. A passagem do marechal francês Soult foi particularmente devastadora, tendo a cidade sido aterrorizada e queimados vários povoados. Em julho de 1811 ocorreu a última invasão de tropas napoleónicas, uma divisão de tropas francesas comandadas pelo general Buñiré e outra de tropas portuguesas ao serviço do general Auguste de Marmont. As tropas só abandonariam a cidade em dezembro, e fizeram-no com grandes atropelos à população, que foi obrigada a entregar todos os bens alimentares. Na retirada, as tropas destruíram as colheitas e impuseram uma contribuição de 90 000 reais, a que se somaram as quantias que extorquiram dos locais e o roubo de todo o gado que conseguiram levar.

### Formação da província de Cáceres (1833)

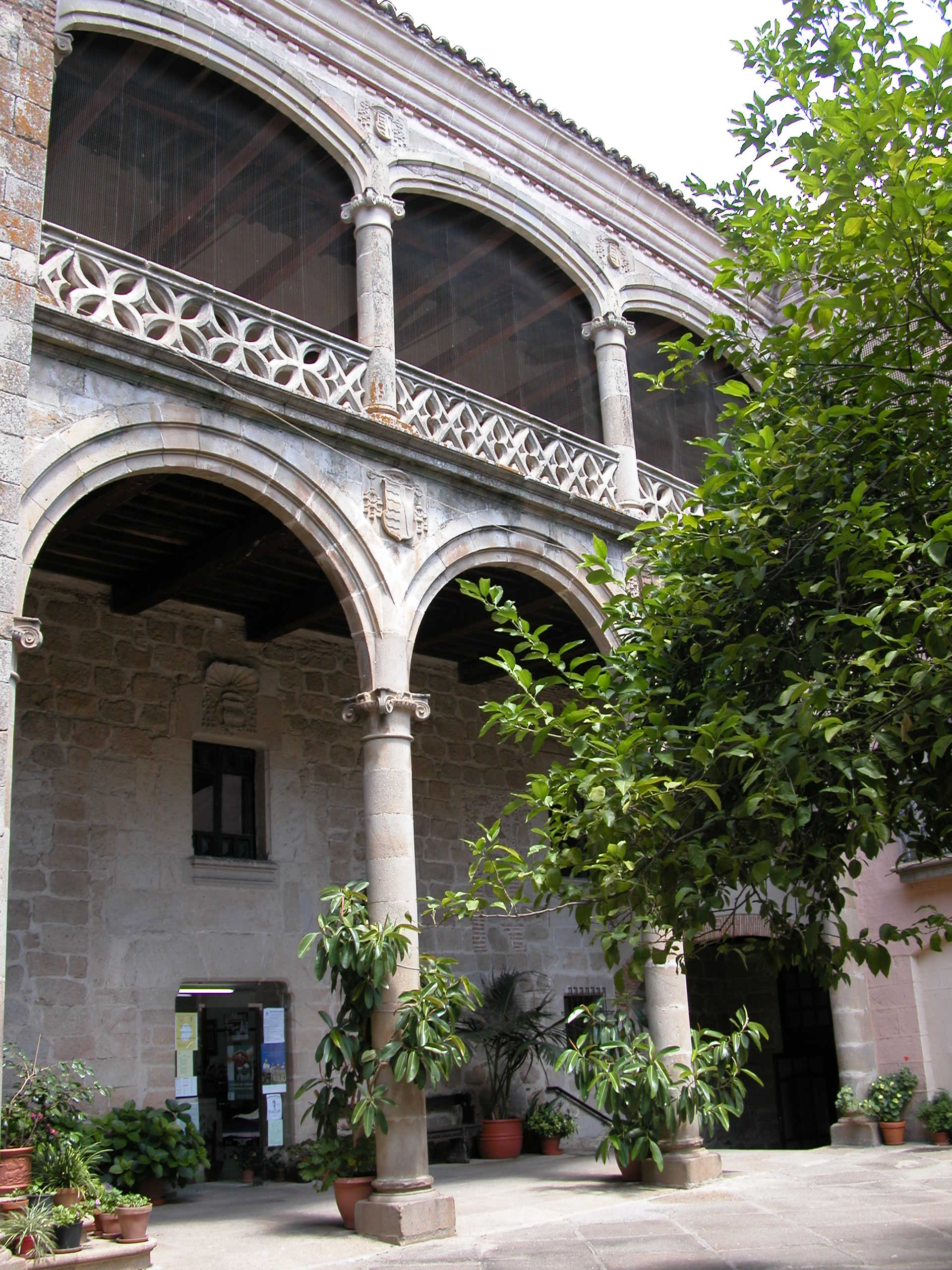
Pátio do paço episcopal

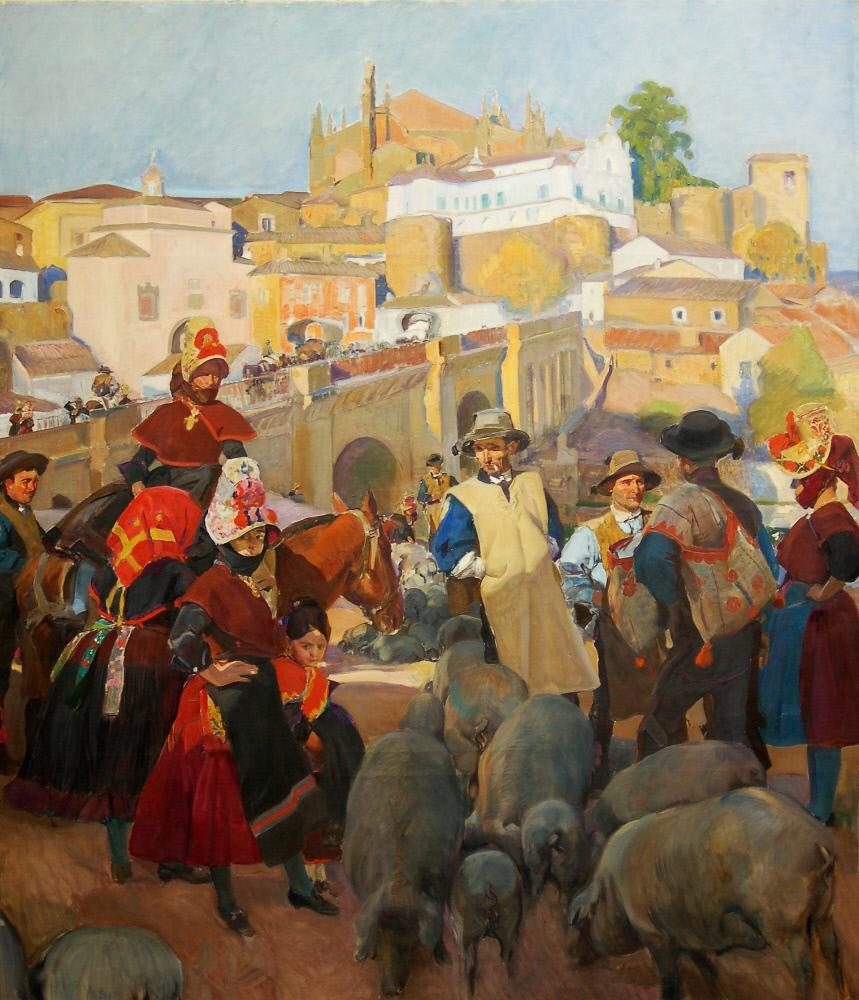
O mercado de Plasencia, pintura de Joaquín Sorolla

Plasencia tentou ser capital provincial, mas esse estatuto acabou por ser atribuído definitivamente a Cáceres em 1833. Progressivamente a cidade foi despojada de muitos serviços públicos, que ao longo do século se deslocaram para a capital, contribuindo para o decaimento do nível social e económico da cidade. Quando o Antigo Regime[d] cai, a cidade constitui-se em município constitucional. Desde 1834 é sede de partido judicial[e].

### Restauração (1874-1931)
Durante a Restauração Bourbónica, o período histórico que vai desde o pronunciamento do general Arsenio Martínez Campos em 1874, que derrubou a Primeira República, até à proclamação da Segunda República, em 1931, a vida política em Plasencia tendeu para a monotonia, não obstante ter-se assistido a um desenvolvimento importante da vida social, economia, urbanismo, educação, cultura, etc. No que toca ao urbanismo, executaram-se obras de longo prazo, como novas vias, praças e espaços verdes. A fim de melhorar a atmosfera viciada do espaço intramuros, a muralha foi aberta em vários pontos. Foram construídos o Colégio de São Calixto para órfãos masculinos e o Colégio de São José para orfãs, ambos de caráter benemérito, um novo seminário junto à Praça da Catedral, e a atual praça de touros, inaugurada em 1882. Mas a obra de maior alcance sócio-económico foi a chegada do caminho de ferro, com as linhas Madrid-Lisboa e Plasencia-Astorga, que rompeu o isolamento histórico da região aumentando o número de viajantes e intensificando o intercâmbio comercial e o transporte de mercadorias e gado.
Em 1901 a rainha Maria Cristina outorgou à cidade o título de La Muy Benéfica em reconhecimento da ajuda humanitária aos soldados repatriados em 1898 de Cuba e das Filipinas na sequência da Guerra Hispano-Americana. No início do século XX a terra era propriedade de poucos indivíduos, o que gerou um número cada vez maior de jornaleiros[f] que se viram obrigados a emigrar ao ultramar. Em 1911 foi fundada a Caja de Ahorros de Plasencia, uma instituição bancária, com o objetivo de dinamizar a economia da cidade.

### Segunda República (1931-1936)
Quando a Segunda República Espanhola foi proclamada em 1931 verificaram-se alguns incidentes, tendo sido assassinados dois guardas noturnos na Plaza Mayor. No entanto, não há notícias de outros incidentes violentos durante o resto do período republicano. As eleições municipais de 1931 foram ganhas pelos partidos de esquerda e o socialista Modesto Durán Jímenez foi nomeado alcaide. Durán Jímenez demitir-se-ia quatro meses depois, tendo havido vários alcaides desde então. Nas eleições de 1933 venceram os partidos de direita, e as eleições de 1936 foram ganhas novamente pelos partidos de esquerda, voltando Durán Jímenez a ser alcaide, demitindo-se pouco tempo depois por motivos de saúde. Quando se deu o golpe militar de julho de 1936, era alcaide Miguel Cermeño Pedreño, o qual foi deposto em 19 de julho de 1936 pelo comandante militar nacionalista José Puente Ruiz.
Das realizações daquele período republicano destacam-se o aproveitamento das águas dos rios Jerte, Alagón e Tiétar, com a construção de várias barragens, que alimentaram áreas de regadio, a construção do mercado municipal e a criação da escola universitária Instituto Nacional de Bachillerato Gabriel y Galán. Também se desenvolveram os serviços de saúde e de educação.  A Segunda República criou expetativas em relação ao que a reforma agrária poderia trazer quanto ao fim das injustiças na posse das terras, mas as ideias de distribuição de terras e a libertação dos terrenos comunais[g] rapidamente foram esquecidas devido às divisões internas das forças políticas republicanas e à resistência à mudança por parte dos oligarcas e setores conservadores do exército, que trataram de usar todos os meios de manter a velha ordem.

### Guerra civil (1936-1939)
Em 19 de julho de 1936, nos primeiros momentos do Alzamiento Nacional (nome por que ficou conhecido o golpe militar que marcou a Guerra Civil Espanhola), José Puente Ruiz, comandante do Batalhão de Metralhadoras nº 2, com sede na cidade, pôs-se ao lado dos militares sublevados, destituindo o alcaide democraticamente eleito Miguel Cermeño Pedreño. O comunicado dos militares dizia o seguinte:
| “ | Don José Puente Ruiz, comandante militar de Plasencia, aos seus habitantes e aos do seu Partido Judicial. Faço saber: 1.º - A partir das 14 horas do dia de hoje, 19 de julho, fica declarado o estado de guerra em Plasencia. 2.º - A partir deste momento ficam proibidos os grupos de mais de duas pessoas. 3.º - Todos os elementos desta cidade que possuam armas de fogo, entregá-las-ão na comissão de recepção, que se encontrará a partir deste momento na escadaria da avenida junto ao quartel. Esta entrega verificar-se-á num prazo máximo de 4 horas após publicado este comunicado. 4.º - Passado este prazo, quem for descoberto com uma arma em revista ou busca domiciliária será fuzilado imediatamente. 5.º - Espero que a sensatez e o amor de todos os cidadãos não lhes darão motivo para cegamente conservarem armas e tão terríveis sanções serem aplicadas. 6.º - Estão destituídas todas as autoridades municipais deste lugar, as quais serão oportunamente substituídas. 7.º - Todas as pessoas que voluntariamente não adiram a este movimento em defesa de Espanha apresentar-se-ão imediatamente neste quartel. 8.º - Estão proibidas as greves Plasencia 19 de julho de 1936. O tenente-coronel, comandante militar, José Puente | ” |

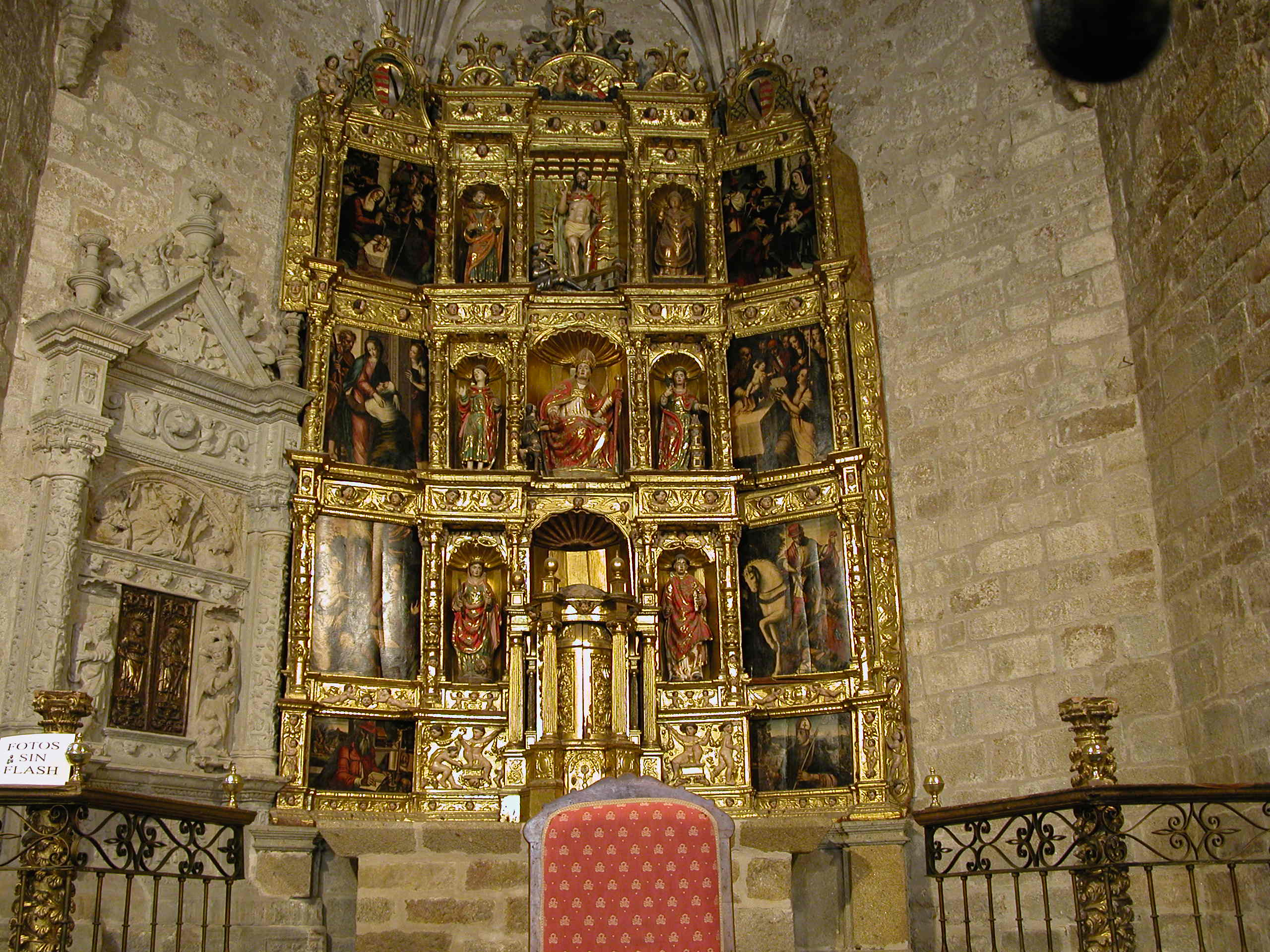
Retábulo da igreja de São Martinho, século XV

Logo que o golpe triunfou, iniciou-se a repressão sobre os indivíduos conhecidos como pertencentes à Frente Popular, tanto em Plasencia como nas localidade das comarcas vizinhas. Existiram dois tipos de repressão; a primeira e mais cruel consistiu em assassinatos indiscriminados por parte de elementos de grupos de fascistas sem controlo. Não se consegue determinar ao certo quantas pessoas terão morrido nesse período, por causa da dificuldade em registar no registo civil a causa real das mortes dos corpos encontrados nas diversas paragens, como valas de estradas, mas nas fontes consultadas por Sánchez-Marín Enciso constam 48 assassínios deste tipo em 1936, cujos cadáveres eram passeados pelas ruas para servirem de lição. No resto da guerra civil, não há registo de mais assassinatos deste tipo. O segundo tipo de repressão constava de sentenças de morte ditadas por tribunais militares de exceção. As execuções tinham lugar no campo de tiro do Batalhão de Metralhadoras. Estão documentadas 101 execuções de penas de morte, tanto de indivíduos de Plasencia como dos arredores. Entre os placentinos mortos destacam-se o cenetista (ativista da organização Anarcossindicalista da CNT, Confederação Nacional do Trabalho) Nicolás Benevente Velas, a jovem de 14 anos Teodora Velasco Durán, que foi atingida a tiro quando ia à prisão levar alimentos para um familiar preso, e os dirigentes socialistas Pedro Rabazo Sánchez e Joaquín Rosado Alvárez de Sotomayor, que tinham sido alcaides republicanos da cidade.
Na cidade não foi houve cenários de guerra, à parte dos bombardeios republicanos ocorridos em 17 e 18 de agosto de 1936, os quais provocaram cinco mortos entre militares e civis, e alguns episódios menos relevantes, como a explosão que provocou três mortes. No entanto, houve placentinos que morreram nas frentes de combate em ambos os lados. Devido a possuir um hospital importante, a cidade converteu-se num centro hospitalar de retaguarda, para onde eram evacuados os feridos nas frentes de batalha, tendo-se convertido em hospitais provisórios vários edifícios, como colégios, seminários e o manicómio. A atividade económica viu-se muito empobrecida, especialmente a agricultura, por falta de mão-de-obra e a pela exigência permanente de todo o tipo de taxas e impostos para o financiamento do conflito.

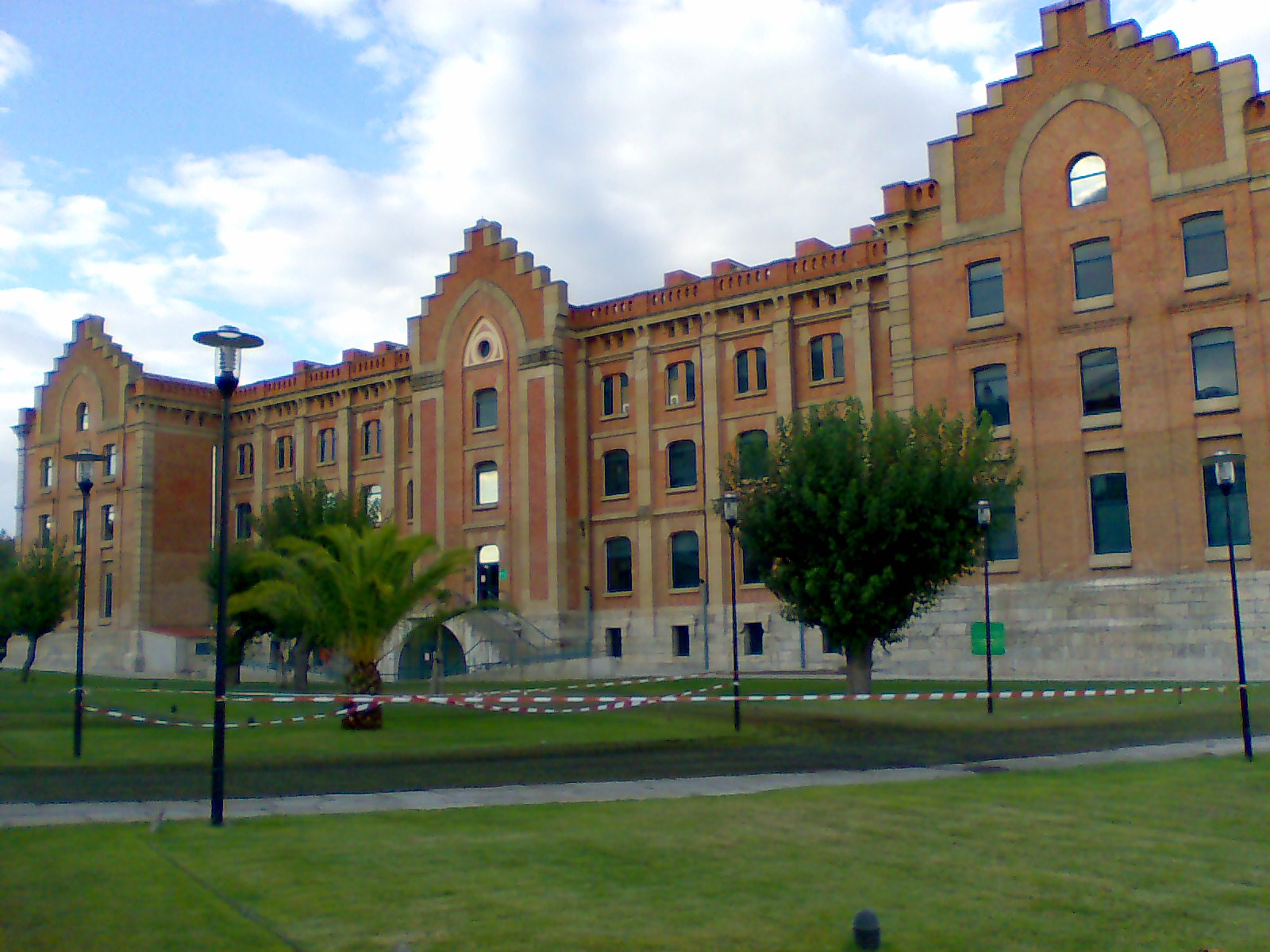
Antigo quartel

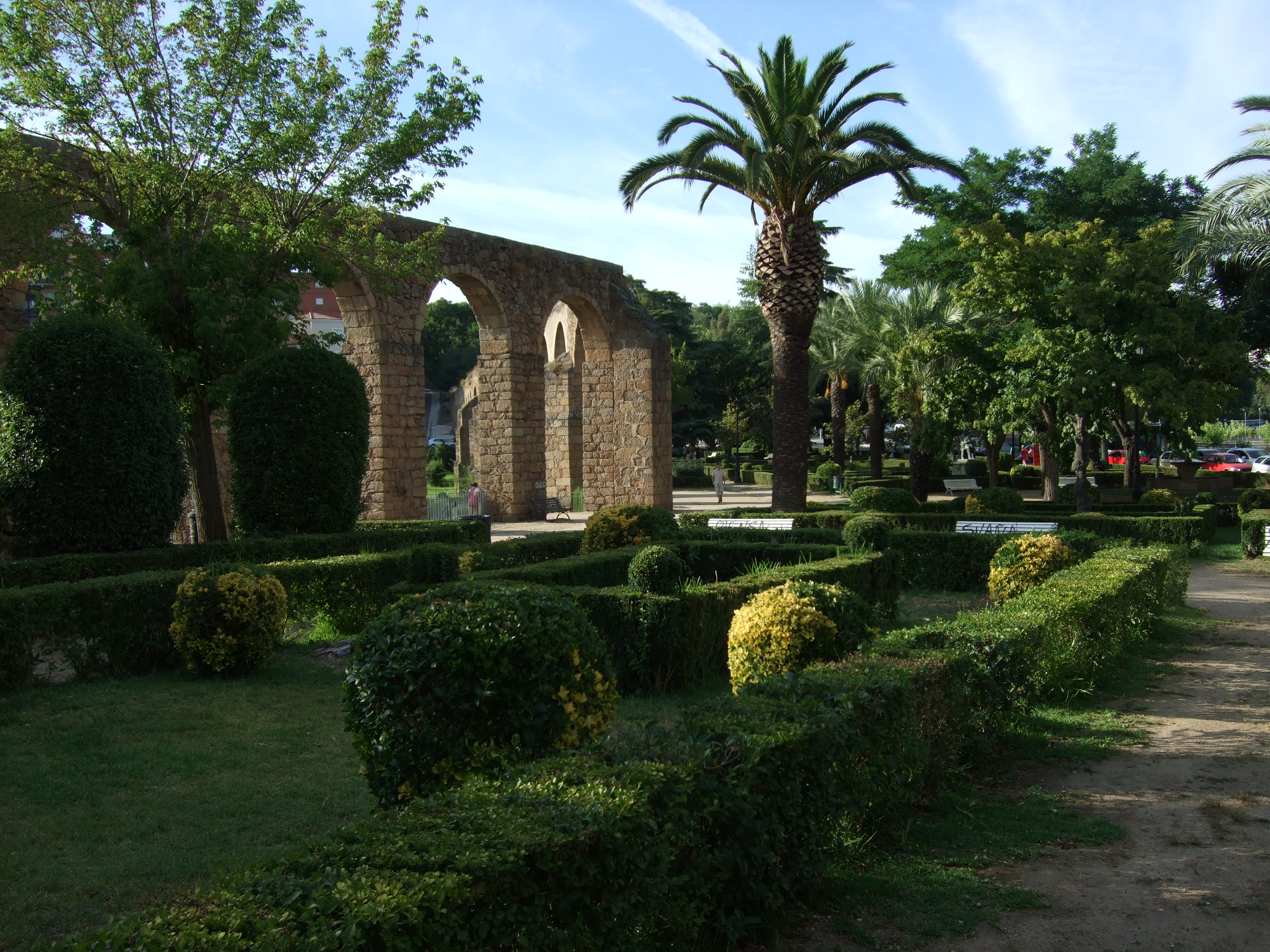
Parque de Santo Antão e aqueduto

### Ditadura franquista (1939-1976)
Depois do fim da guerra civil, a fome e penúria continuaram presentes na cidade, de tal forma que, à semelhança do resto de Espanha, foi imposto o racionamento dos produtos básicos de alimentação e higiene, situação que se manteria durante toda a década de 1940. A atividade industrial mais relevante da cidade nos primeiros tempos do franquismo foi o fabrico de farinha nos moinhos que havia junto ao rio e de pão nas numerosas padarias. Também existiam indústrias de fabrico de sabão e de tijolos. O setor da construção tinha pouca atividade porque nenhum dos edifícios ou caminhos do município foi danificado pela guerra, não havendo por isso financiamentos para as atividades de restauro de que beneficiaram outros lugares. Durante a guerra e pós-guerra reabilitaram-se os palácios do marquês de la Constancia e do marquês de Mirabel, e a praça de touros usando trabalho forçado de presos republicanos da cidade e arredores. Os presos foram também usados para construir o Parque de los Pinos.
Em Fevereiro de 1941 instalou-se na cidade o Regimento de Infantaria Ordens Militares nº 37, que desempenhou um papel importante na economia da local, devido ao elevado número de soldados forasteiros com que contava. Um dos marcos mais importantes do regimento foi a criação da Companhia de Operações Especiais nº 11, fundada em 1969, dependente do Regimento de Infantaria Imemorial do Rei nº 1 de Madrid. A dinâmica demográfica evoluiu pouco de 1940 a 1960, para a partir daí se assistir a um aumento assinalável da população, motivado pelo aumento da natalidade e pelo desenvolvimento gerado pelo parque industrial criado a sul do termo municipal, que atraiu emigrantes das localidades vizinhas. A construção de várias barragens em locais não muito distantes da cidade, que proporcionavam emprego a muita gente, também contribuiu para o aumento de população.

### Democracia
O período democrático iniciou-se na cidade com as primeiras eleições autárquicas democráticas. Desde aí que o governo municipal foi presidido por todos os partidos maioritários que existiram ou ainda (2009) existem em Espanha — UCD, CDS, PP e PSOE — tendo todas as transferências de poder decorrido com toda a normalidade. O período de 1979 a 2009 caracterizou-se pelo desenvolvimento do setor de serviços (saúde e educação) e pela criação de novos regadios no vale dos rios Alagón e Tiétar, que reanimaram a vida da cidade, convertendo-a em ponto de encontro dos municípios vizinhos. Também se desenvolveram as iniciativas turísticas, culturais e de ócio, que contribuem para que a cidade seja um ponto de referência da região estremenha.